# Molophilus subscaber
Molophilus subscaber là một loài ruồi trong họ Limoniidae. Chúng phân bố ở miền Australasia.